# Graduados
Graduados és una sèrie de televisió de comèdia que s'emet a la cadena Telefe als Argentina, va ser produïda per Underground Contenidos, sent la novela més vista del 2012 a l'Argentina.

## Actors principals
- Nancy Dupláa - Maria Laura Falsini
- Daniel Hendler - Andrés Goddzer
- Isabel Macedo - Jimena Benites / Patricia Longo
- Luciano Cáceres - Pablo Cataneo
- Julieta Ortega - Veronica Diorio
- Paola Barrientos - Victoria Lauria
- Mex Urtizbere - Benjamin Pardo